# Сврака, Муамер
Муамер Сврака (сербохорв. Muamer Svraka; 14 февраля 1988, Сараево, СР Босния и Герцеговина, Югославия) — боснийский футболист, полузащитник. Выступал за национальную сборную Боснии и Герцеговины.

## Биография

### Клубная карьера
Воспитанник клуба «Железничар» (Сараево). Летом 2008 года переведён в основной состав команды и в осенней части сезона 2008/09 сыграл 6 матчей, а весной был отдан в аренду в «Травник». С сезона 2009/10 стал основным игроком сараевского клуба, сыграл в его составе более 100 матчей и неоднократно становился чемпионом Боснии и Герцеговины.
В 2014 году перешёл в иранский «Пайкан», сыграл 12 матчей в чемпионате Ирана и забил один гол — 21 ноября 2014 года в ворота клуба «Эстеглал Хузестан». В сезоне 2015/16 играл за хорватский клуб «Истра 1961», вышел на поле в 18 матчах чемпионата Хорватии и забил один гол, 17 октября 2015 года в ворота клуба «Осиек». В осенней части сезона регулярно выходил на поле, в большинстве случаев на замену, а весной 2016 года сыграл только один матч. В августе 2016 года перешёл в индонезийский «Семен Паданг». В начале 2017 года вернулся в чемпионат Боснии и провёл половину сезона в составе «Олимпика» (Сараево). Осенью 2017 года играл в высшем дивизионе Хорватии за «Рудеш».
В 2018 году выступал за эстонскую «Левадию». В феврале 2018 года стал обладателем Суперкубка Эстонии. Серебряный призёр чемпионата и обладатель Кубка Эстонии 2018 года. В дальнейшем числился в мальтийской «Биркиркаре» и играл за клубы высших и низших дивизионов стран бывшей Югославии. С клубом «Гилани» стал вице-чемпионом Косова сезона 2019/20.

### Карьера в сборной
Первый матч за сборную Боснии и Герцеговины сыграл 16 декабря 2011 года против Польши, однако эта игра не признаётся официальной по правилам ФИФА.
Первый официальный матч за национальную сборную провёл 31 мая 2012 года против Мексики. 14 ноября 2012 года забил свой первый гол за сборную в ворота команды Алжира, гол стал победным в матче (1:0). Последний на данный момент матч сыграл 6 февраля 2013 года против Словении.
Всего в 2012—2013 годах сыграл за национальную команду 5 матчей и забил 2 гола. Во всех своих официальных матчах выходил на замены.

## Достижения
- Чемпион Боснии и Герцеговины (3): 2009/10, 2011/12, 2012/13
- Обладатель Кубка Боснии и Герцеговины (2): 2011/12, 2012/13
- Обладатель Суперкубка Эстонии (1): 2018